# Aruba na Mistrzostwach Świata w Lekkoatletyce 2019
Aruba na Mistrzostwach Świata w Lekkoatletyce 2019 – reprezentacja Aruby podczas mistrzostw świata w Doha liczyła tylko jednego zawodnika.

## Skład reprezentacji

### Mężczyźni
| Zawodnik       | Konkurencja    | Eliminacje | Eliminacje | Półfinał | Półfinał | Finał | Finał   |
| Zawodnik       | Konkurencja    | Wynik      | Pozycja    | Wynik    | Pozycja  | Wynik | Pozycja |
| -------------- | -------------- | ---------- | ---------- | -------- | -------- | ----- | ------- |
| Jonathan Busby | Bieg na 5000 m | DSQ        | DSQ        | NQ       | NQ       | NQ    | NQ      |